# بیورن برونمان
بیورن برونمان (انگلیسی: Björn Brunnemann؛ زادهٔ ۶ اوت ۱۹۸۰) بازیکن فوتبال اهل آلمان است.
از باشگاه‌هایی که در آن بازی کرده‌است می‌توان به باشگاه فوتبال دینامو برلینر، باشگاه فوتبال یونیون برلین، باشگاه فوتبال قوت-وایس ارفورت، باشگاه فوتبال هانزا روستوک، باشگاه فوتبال انرژی کوتبوس، و باشگاه فوتبال سن پائولی اشاره کرد.